# Strumigenys opaca
Strumigenys opaca är en myrart som beskrevs av Brown 1954. Strumigenys opaca ingår i släktet Strumigenys och familjen myror. Inga underarter finns listade i Catalogue of Life.